# تزریق (شعر)
تزریق یک نوع شعر منظوم بی‌معنی و پرت‌وپلاست که سراینده با آگاهی و برای طنازی ساخته باشد. این نوع شعر، تحت این عنوان، در عصر صفوی ظهور و رونق یافته است، چندان‌که برخی گویندگان زمانه به «تزریقی» مشهور شده‌اند. در تذکره‌های عصری، نمونه‌های تزریق‌گویی فراوان است. تزریق را با  nonsense verse در زبان انگلیسی مقایسه کرده‌اند.

## نمونه
خواجه هدایت‌الله:
| روزی که ز عشق می‌زدم لاف  |  | اردک‌بچه می‌فروخت علاف |
| عاشق سگ یُرغه بود و میمون |  | آواز بلند شد ز مجنون |